# Sadilovac
Sadilovac falu Horvátországban, Károlyváros megyében. Közigazgatásilag Rakovicához tartozik.

## Fekvése
Károlyvárostól 60 km-re, községközpontjától 5 km-re délkeletre, a Kordun területén fekszik.

## Története
A 17. században pravoszláv szerbek által betelepült falu volt. Első papjukat Gaje Grgićet 1790-ben említik. Templomukat 1826-ban építették. A parókiához Sadilovac, Vaganac, Lipovača, Smoljanac, Irnovac, Grabovac, Drežnik és Korana falvak pravoszláv szerb hívei tartoztak. 1857-ben 744, 1910-ben 602 lakosa volt. Trianonig Modrus-Fiume vármegye Ogulini járásához tartozott. 1942. július 31-én a falut elfoglaló usztasák 463 férfit, nőt és gyermeket tereltek össze a pravoszláv templomba, majd rájuk gyújtották. Az áldozatok közül 149 fiatalabb volt 13 évesnél. Az áldozatokat a templom közepén temették el, majd 1989-ben sírboltot alakítottak ki a számukra.
1991 és 1995 között a Krajinai Szerb Köztársaság része volt. 1995 augusztusában a Vihar hadművelet során foglalta vissza a horvát hadsereg. Szerb lakossága elmenekült. 2011-ben nem volt állandó lakossága.

## Lakosság
| Lakosság változása | Lakosság változása | Lakosság változása | Lakosság változása | Lakosság változása | Lakosság változása | Lakosság változása | Lakosság változása | Lakosság változása | Lakosság változása | Lakosság változása | Lakosság változása | Lakosság változása | Lakosság változása | Lakosság változása | Lakosság változása |
| ------------------ | ------------------ | ------------------ | ------------------ | ------------------ | ------------------ | ------------------ | ------------------ | ------------------ | ------------------ | ------------------ | ------------------ | ------------------ | ------------------ | ------------------ | ------------------ |
| 1857               | 1869               | 1880               | 1890               | 1900               | 1910               | 1921               | 1931               | 1948               | 1953               | 1961               | 1971               | 1981               | 1991               | 2001               | 2011               |
| 744                | 946                | 822                | 746                | 770                | 602                | 560                | 636                | 169                | 191                | 183                | 145                | 114                | 82                 | 0                  | 0                  |

## Nevezetességei
A Legszentebb Istenanya Születése tiszteletére szentelt pravoszláv szerb temploma 1826-ban épült. A II. világháború idején felgyújtották és több mint negyven évig romokban állt. Az épületet 1989-ben fedték be és újították meg. A templomban található azoknak a szerb áldozatoknak az 1960-ban felavatott emléktáblája, akiket 1942. július 31-én az usztasák a templomba zárva elevenen megégettek.